# Units per València
Units per València (en sigla, UxV) va ser un partit polític valencià fundat el 2008 per la unió dels partits Opció Nacionalista Valenciana i Centristes Valencians. El 2013 el partit inicià un procés per a crear una plataforma política d'ample espectre anomenada Demòcrates Valencians.

## Ideologia
La seua ideologia s'emmarcà en el nacionalisme valencià tricolor, en tractar d'articular una alternativa valencianista de govern. La llengua amb què s'expressa el partit és el valencià, segons la normativa oficial de l'Acadèmia Valenciana de la Llengua.
Units per València s'autodefiní com un partit demòcrata i valencianista, centrat i transversal, plural i divers. El seu objectiu fonamental és augmentar el nivell d'autogovern del poble valencià des del marc de l'estat del benestar.

## Història
Units per València es crea per a les Eleccions a les Corts Valencianes de 2007, com a coalició d'Opció Nacionalista Valenciana i Esquerra Nacionalista Valenciana. Després de les eleccions de 2007, i veient el bon impacte que va tindre el nom, els dirigents d'Opció Nacionalista Valenciana decideixen adoptar el nom de forma oficial, integrant en el grup a la formació Centristes Valencians. Es va presentar oficialment el dia 28 de novembre de 2008 a Almàssera (l'Horta Nord), eixint elegit Secretari General del partit Carles Choví Añó.
El 30 d'abril de 2010, durant el II Congrés d'Units per València, Carles Choví, Secretari General de la formació, va declarar la seua voluntat d'aconseguir més de 15.000 vots per a les Eleccions a les Corts Valencianes de 2011, si bé finalment no van aconseguir aquest objectiu.
El 15 de febrer de 2013 van impulsar un acte anomenat Proposta per un Centre Democràtic Valencià, que cercava crear una força política d'àmbit valencià i d'ideologia reformista i demòcrata, que finalment es presentà en societat la tardor de 2013 amb el nom de Demòcrates Valencians.

## Resultats electorals

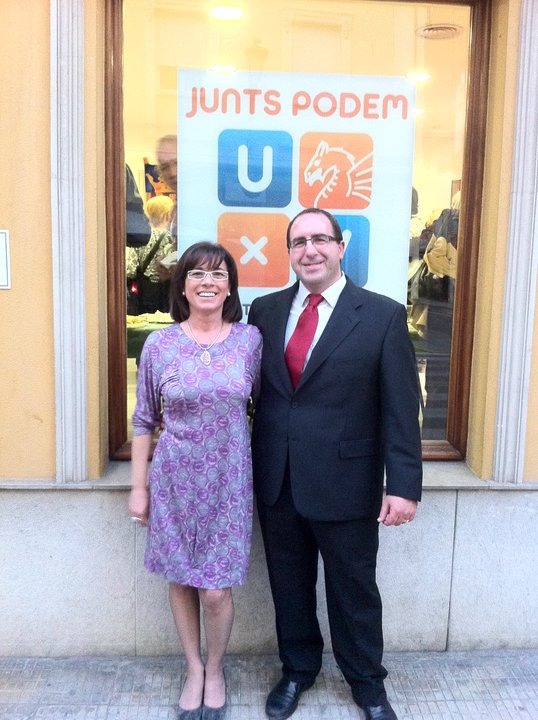
Carles Choví amb la regidora d'UxV en Carcaixent, Ana Calatayud.

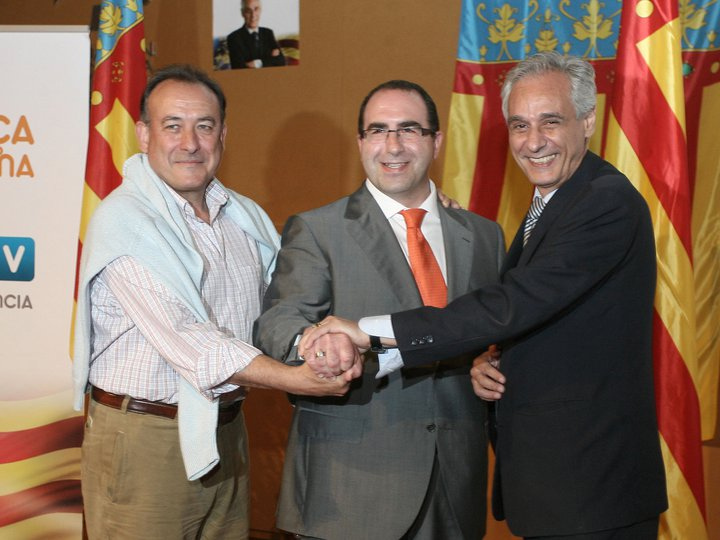
Hèctor Villalba, Carles Choví i Miquel Ramon en l'acte central de campanya de les eleccions valencianes de 2011.

Units per València s'ha presentat a quatre processos electorals: a les Eleccions a les Corts Valencianes de 2007, a les eleccions generals espanyoles de 2008, a les Eleccions a les Corts Valencianes de 2011 i a les Eleccions generals espanyoles de 2011.

### Eleccions municipals i a Corts Valencianes de 2007
En les Eleccions a les Corts Valencianes de 2007 i les eleccions municipals, es van presentar amb el nom d'Units x Valencia, com a coalició entre Opció Nacionalista Valenciana i Esquerra Nacionalista Valenciana. En les eleccions municipals va obtindre 2.559 vots, i entre totes les llistes que es presentaren, van obtindre 2 regidors a Almàssera, mentre que a La Llosa del Bisbe i Benissanó es van quedar molt a prop d'aconseguir regidors. En les eleccions a les Corts Valencianes van obtindre 2.559 vots.

### Eleccions generals espanyoles de 2008
A les eleccions generals espanyoles de 2008 es va presentar amb el nom anterior d'Opció Nacionalista Valenciana. Es va presentar en les tres circumscripcions del País Valencià, obtenint un total de 1.077 vots.

### Eleccions municipals i a Corts Valencianes de 2011
En les Eleccions a les Corts Valencianes de 2011 va obtindre 3.629 vots. En les eleccions municipals, UxV va augmentar el nombre total de vots en més de 1000, aconseguint 5 regidors repartits de la següent forma: 2 a Almàssera, 2 a Benicull de Xúquer i 1 a Carcaixent.
El procés electoral va estar marcat per la decisió del president d'Unió Valenciana, José Manuel Miralles, de dissoldre el partit i demanar el vot per al PP. Açò va provocar que Units per València donara cabuda a diversos col·lectius d'Unió Valenciana que no estaven conformes amb la decisió presa unilateralment per Miralles. Així, la majoria de col·lectius d'UV, destacant els de localitats com Carcaixent o Torrent, que es van integrar en Units, alhora que presentaven a l'encara Secretari General d'Unió Valenciana, Lluís Melero, a la llista local de Silla.
Tanmateix, l'estranya situació política de l'espai polític regionalista va fer que la majoria del votant de l'òrbita d'Unió Valenciana ho fera pel PP o s'abstingués. Units per València va créixer en vots, però va traure uns resultats menors dels esperats.

### Eleccions generals espanyoles de 2011 i 2015
A les Eleccions generals de 2011, es va presentar únicament per la circumscripció de València, al no aconseguir suficients avals en les d'Alacant i Castelló. En la circumscripció de València va obtindre 2.447 vots.
A les Eleccions generals de 2015, es va presentar únicament per la circumscripció de València com a En Positiu, juntament amb independents, obtenint 1.276 vots (0.05%).

### Evolució del vot
| Evolució del vot en les eleccions a Corts Valencianes |       |       |
| Circumscripció / Any                                  | 2007  | 2011  |
| Alacant                                               | 627   | 428   |
| Castelló                                              | 315   | 188   |
| València                                              | 1.617 | 3.013 |
| TOTAL                                                 | 2.559 | 3.629 |

| Evolució del vot en les eleccions generals espanyoles |       |       |       |
| Circumscripció / Any                                  | 2008  | 2011  | 2015  |
| Alacant                                               | 230   | -     | -     |
| Castelló                                              | 183   | -     | -     |
| València                                              | 1.077 | 2.447 | 1.276 |
| TOTAL                                                 | 1.490 | 2.447 | 1.276 |

## Candidatures

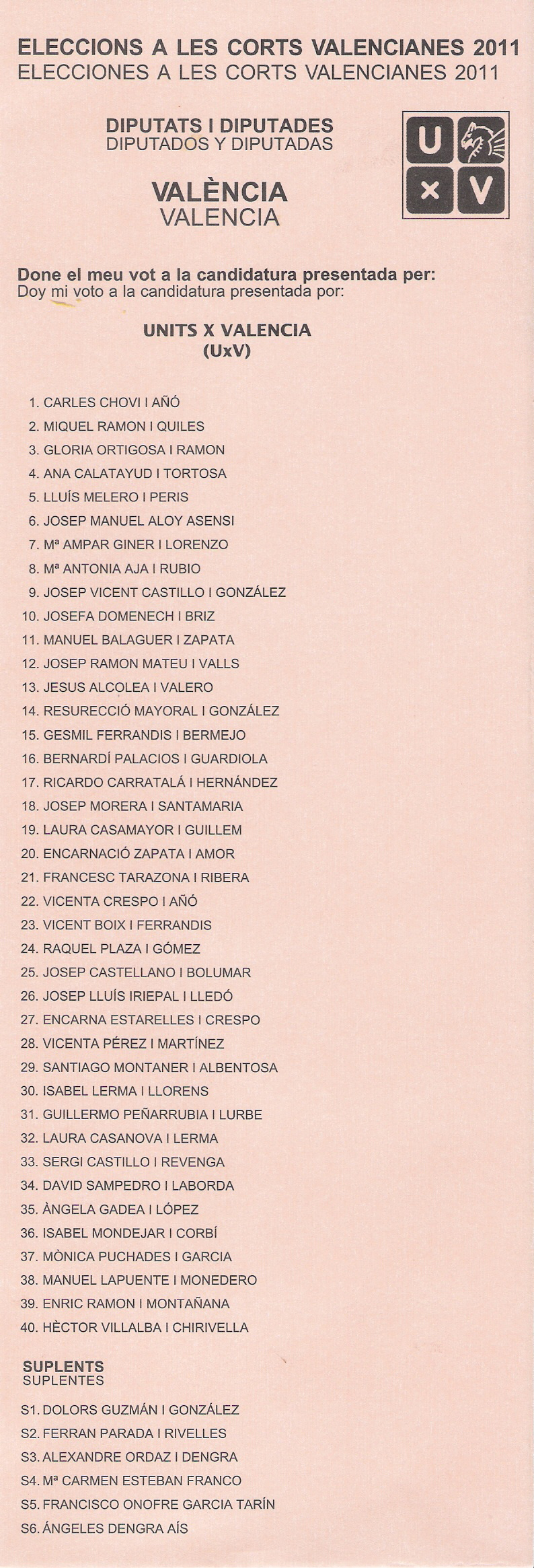
Papereta d'UxV a les eleccions a les Corts Valencianes de 2011.
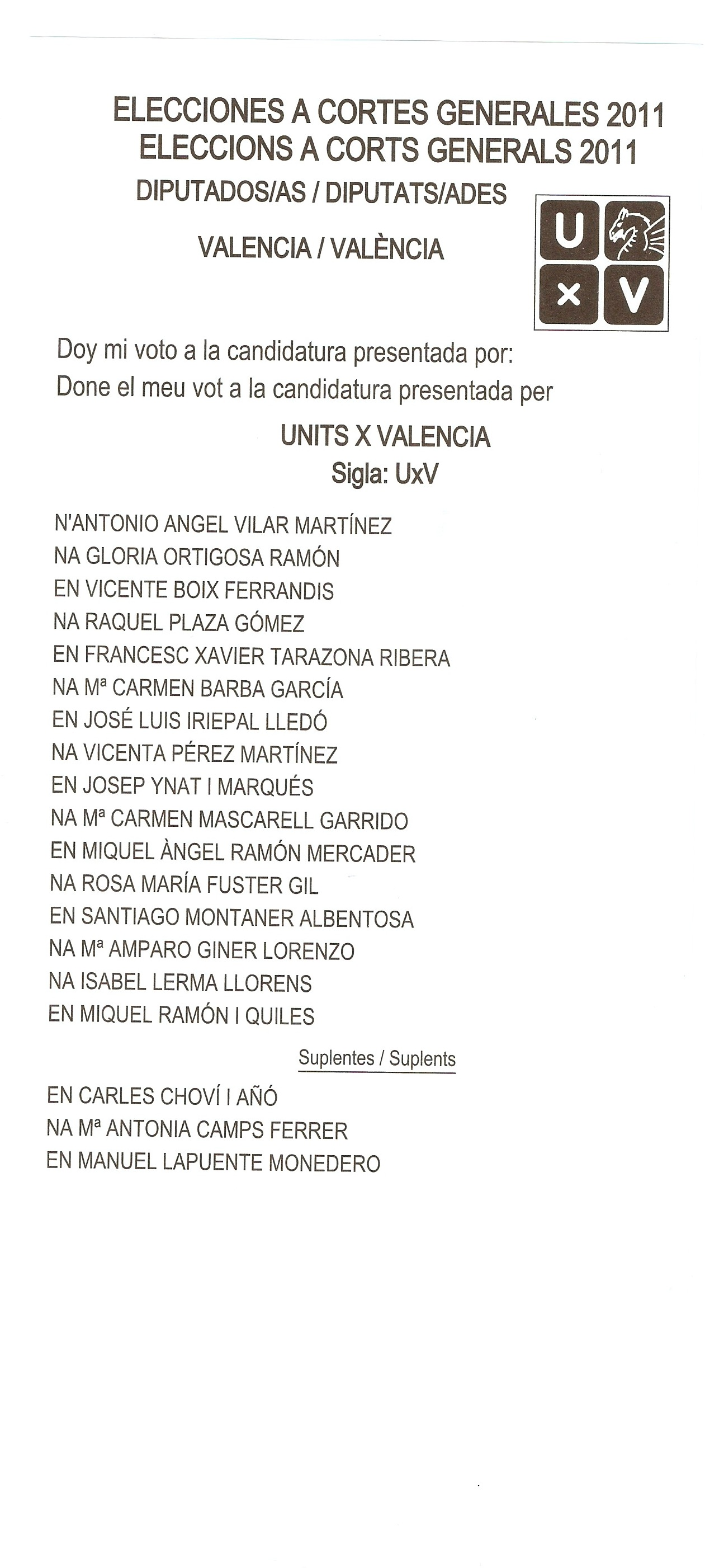
Papereta d'UxV a les Eleccions generals de 2011.